# システィーナ礼拝堂

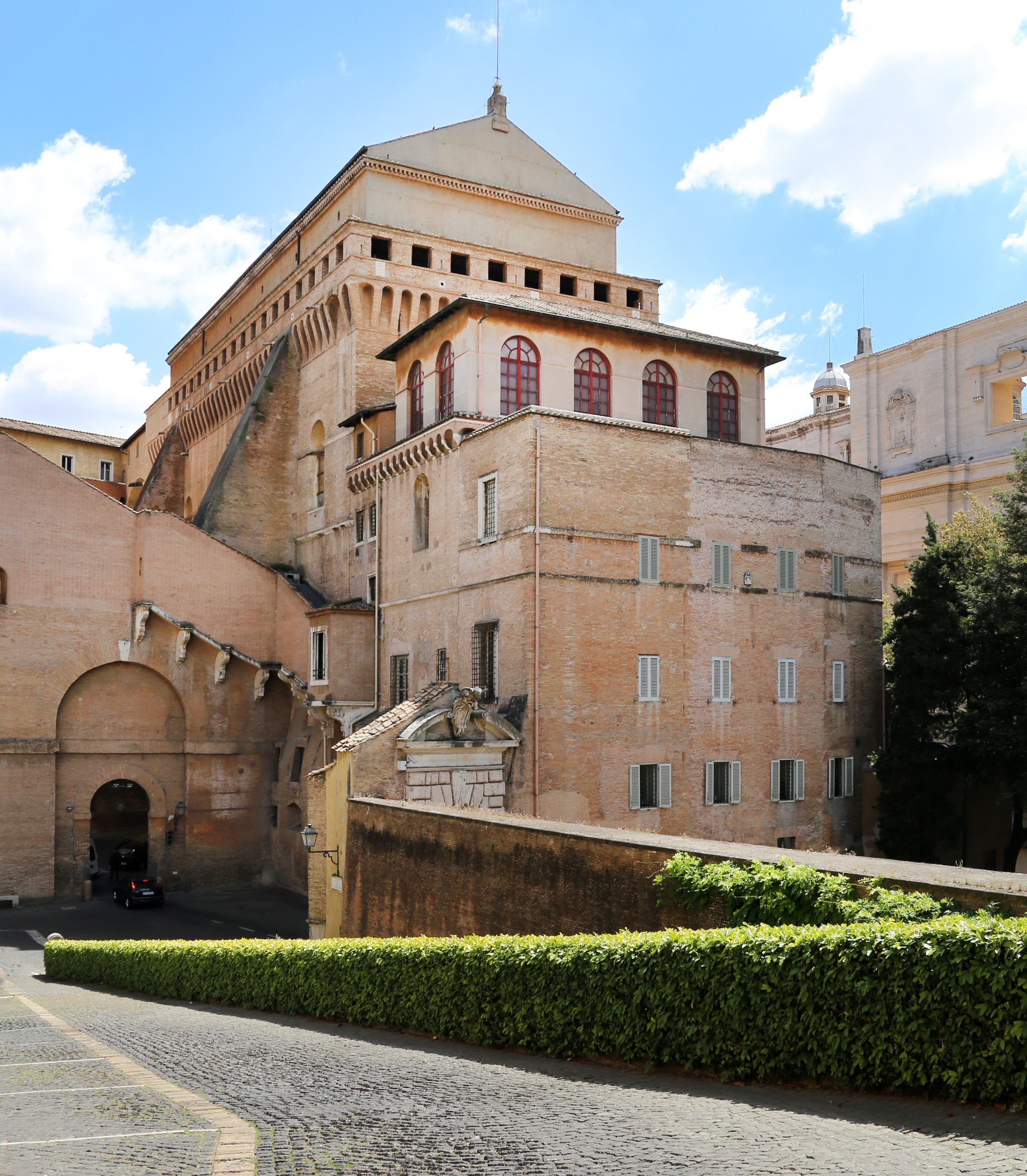
システィーナ礼拝堂の外観

システィーナ礼拝堂（システィーナれいはいどう、伊: Cappella Sistina）は、ローマ教皇の公邸であるバチカン宮殿にある礼拝堂。スィスティーナ礼拝堂とも。サン・ピエトロ大聖堂北隣に位置するその建物とともに、ミケランジェロ、ボッティチェッリ、ペルジーノ、ピントゥリッキオら、盛期ルネサンスを代表する芸術家たちが内装に描いた数々の装飾絵画作品で世界的に有名な礼拝堂である。とくにローマ教皇ユリウス2世の注文でミケランジェロが1508年から1512年にかけて描いた天井画と、ローマ教皇クレメンス7世が注文し、ローマ教皇パウルス3世が完成を命じた、1535年から1541年にかけて描いた『最後の審判』はミケランジェロの絵画作品の頂点とされている。
もともとバチカン宮殿に存在していた古い礼拝堂を1477年から1480年にかけてローマ教皇シクストゥス4世が建て直させた建物で、その教皇名（伊: Sisto IV）にちなんでシスティーナ礼拝堂と名付けられた。この建て直し時には、ペルジーノ、ボッティチェッリ、ギルランダイオらの芸術家たちが、一連の内装フレスコ壁画を手がけている。壁画に描かれているのは『旧約聖書』からの「モーセの生涯の物語」ならびに『新約聖書』からの「キリストの生涯の物語」と、歴代のローマ教皇の肖像画で、これらは1482年から1483年8月にかけて描かれた作品となっている。落成したシスティーナ礼拝堂で最初のミサを執り行ったのはシクストゥス4世だった。このミサは聖母被昇天に捧げられたもので、システィーナ礼拝堂を聖母マリアに奉献することを表明する式典でもあった。
シクストゥス4世以降、システィーナ礼拝堂は宗教的施設とローマ教皇執務室という二つの役割を果たしてきた。現在ではローマ教皇を選出する会議であるコンクラーヴェの会場としても使用されている。

## 歴史
システィーナ礼拝堂はローマ教皇を選出するコンクラーヴェが開催される場所として広く知られている。しかしながら、教皇礼拝堂 (Cappella Pontificia) の一角を構成するシスティーナ礼拝堂は、1968年まで教皇宮殿 (Pontificalis Aula) と呼ばれていた教皇公邸 (Domus Pontificalis) としての性格も持っている。シクストゥス4世が在位していた15世紀後半の教皇礼拝堂には、聖職者、聖座職員、高位の平信徒らおよそ200人の人々が関わっており、年間50件におよぶ式典、行事を執り行うことが定められていた。これらの行事で35件を占めるのがミサで、そのうち8件が通常サン・ピエトロ大聖堂で実施されており、多数の信徒が集まる一大式典だった。クリスマスやイースターのミサには教皇自ら典礼として参加していた。残り27件のミサは比較的小規模で大きな施設を必要としなかったこともあって、システィーナ礼拝堂が完成する以前にはマッジョーレ礼拝堂が使用されていた。

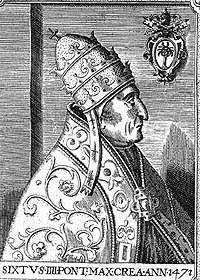
ローマ教皇シクストゥス4世

ヴァチカン宮殿にはマッジョーレ礼拝堂のほかにも、ローマ教皇と教皇庁職員が日々の祈りを捧げる場所として使用される礼拝堂があり、シクストゥス4世在位時にはニコラウス5世が建てた、フラ・アンジェリコが内部装飾を手がけた礼拝堂が使用されていた。マッジョーレ礼拝堂は少なくとも1368年までは存在していたことが記録として残っている。しかしながら、後年のトラブゾンのアンドレアスとシクストゥス4世とのやりとりには、当時のマッジョーレ礼拝堂は荒廃して壁は傾いており、新しい礼拝堂を建設するために取り壊す必要があることが記されている。
システィーナ礼拝堂はマッジョーレ礼拝堂の跡地に建てられている。シクストゥス4世の命でバッチオ・ポンテッリ (en:Baccio Pontelli) が設計し、ジョヴァンニ・デ・ドリッチの総指揮のもとで1473年から1481年にかけて建設された。現在でもシスティーナ礼拝堂の外観はほぼ建設当時のままである。建物の完成後、盛期ルネサンスを代表する芸術家であるボッティチェッリ、ギルランダイオ、ペルジーノ、ミケランジェロらによるフレスコ画で内部装飾がなされた。
完成後のシスティーナ礼拝堂で最初のミサが執り行われたのは1483年8月9日である。このミサは聖母被昇天に捧げられたもので、システィーナ礼拝堂が聖母マリアに奉献されることを公表する式典でもあった。現在でもシスティーナ礼拝堂はさまざまな式典や行事などに使用されており、ローマ教皇が外遊などで不在の場合を除いて、ローマ教皇庁の公式行事の重要な開催場所である。世界最古の聖歌隊の一つであるシスティーナ礼拝堂聖歌隊 (en:Sistine Chapel Choir) は、ルネサンス期に作曲された合唱曲を現在にそのまま伝えており、なかでもローマ楽派の作曲家グレゴリオ・アレグリの『ミゼレーレ』がとくに有名な楽曲となっている。

### コンクラーヴェ
システィーナ礼拝堂が持つ最重要機能として、枢機卿団 (en:College of Cardinals) が次代のローマ教皇を選出する会議であるコンクラーヴェの開催場所となっていることがあげられる。コンクラーヴェ開催中にはシスティーナ礼拝堂の屋根に煙突が設置され、そこから排気される煙の色でコンクラーヴェの状況が告知される。投票によって新たなローマ教皇が選出された場合には、投票に使用された用紙が燃やされて白い煙があがる。投票の結果、候補者の最大得票数が全体の三分の二に満たない場合には、投票用紙とともに湿った藁と化学添加剤が燃やされて煙突から黒い煙があがり、次代のローマ教皇は未決定であるということを知らせる。
コンクラーヴェの期間中は枢機卿団は外出が許されず、ミサの出席、食事、就寝など日々の生活はすべて、特に選別された世話係の手を借りてコンクラーヴェ会場内で行わなければならなかった。1455年以降コンクラーヴェはヴァチカン宮殿内で実施されており、教皇が複数鼎立した教会大分裂まではドミニコ会教会堂のサンタ・マリア・ソプラ・ミネルヴァ教会がコンクラーヴェの開催場所となっていた。
ヨハネ・パウロ2世が1996年に発布した『使徒憲章』「使徒座空位とローマ教皇選出について」(en:Universi Dominici Gregis) で、コンクラーヴェ期間中の枢機卿の宿舎はコンクラーヴェ会場のシスティーナ礼拝堂ではなくサン・マルタ館とするように変更されたが、ローマ教皇選出の投票自体は従前どおりシスティーナ礼拝堂で実施するよう定められている。

## 建物

### 外観

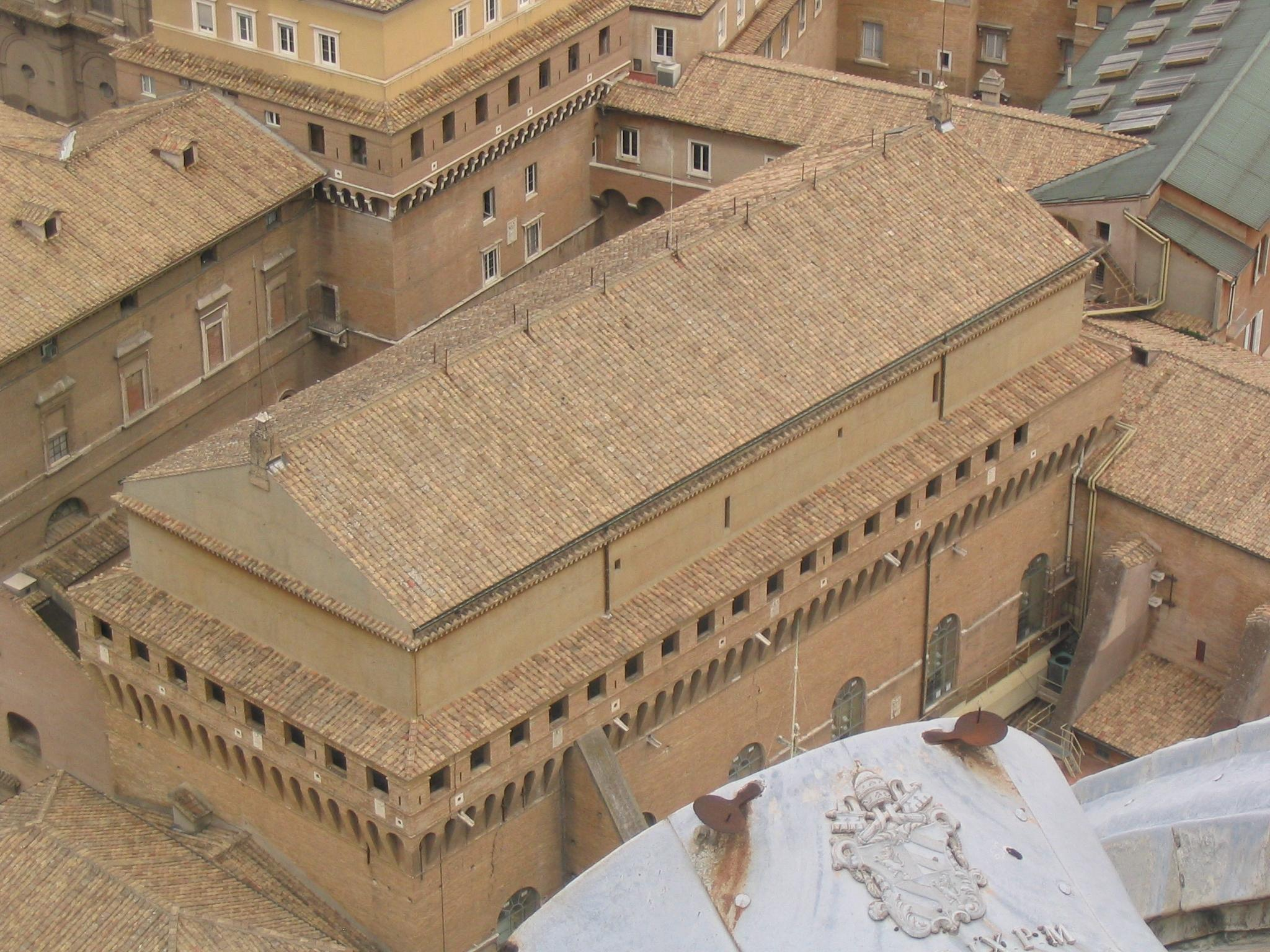
システィーナ礼拝堂の外観

システィーナ礼拝堂はレンガ造りの長方形の建物である。簡素な外観で、建築様式上の特徴も装飾もなく、イタリアでよく見られる中世からルネサンス期に建てられた教会堂と変わりはない。ファサードも行列用の入場口もなく、礼拝堂への入り口はヴァチカン宮殿内から通じる一箇所のみとなっており、システィーナ礼拝堂はヴァチカン宮殿の窓あるいは光井戸からわずかに垣間見える程度である。礼拝堂は三階建てで、一階部分がもっとも大きく、実用的な窓がはめ込まれた壁面と円天井、そしてヴァチカン宮殿へと通じる出入り口で構成されている。システィーナ礼拝堂のもっとも重要な階層といえる二階は奥行き40.9m、幅13.4mで、これは『旧約聖書』の『列王記』6章にあるソロモン王の神殿の比率と同じである。円天井の高さは20.7mで、壁両側面にはそれぞれ6枚の細長いアーチ状の窓があり、片端面には2枚の窓がある。三階部分は衛士の控え室となっている。三階部分には建築途中で放棄されている、外壁のアーチ状構造物に支えられた、礼拝堂を巡る渡り通路がある。この渡り廊下の屋根からは頻繁に雨漏りが生じている。
地盤沈下とレンガのひび割れに悩まされたマッジョーレ礼拝堂を教訓として、システィーナ礼拝堂には外壁を補強する大規模な控え壁が採用された。システィーナ礼拝堂より後に建てられたヴァチカン宮殿付属の建物は、システィーナ礼拝堂とはまったく異なった外観で設計されている。

### 内装

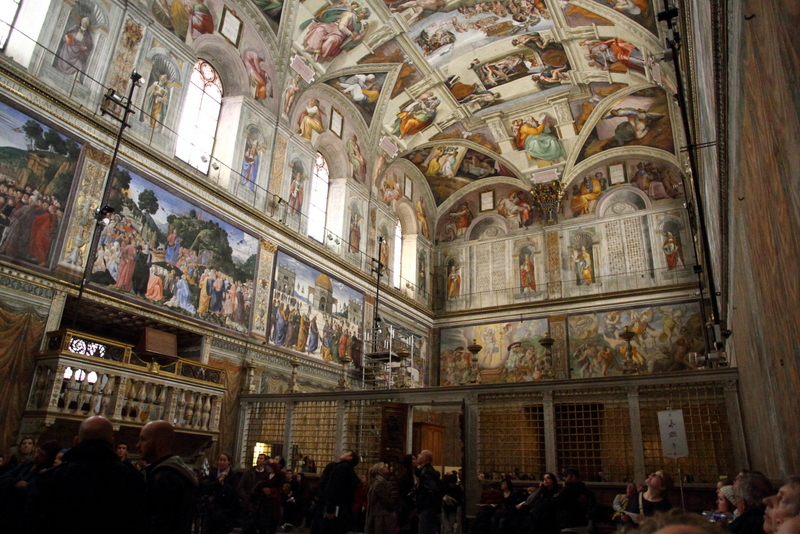
システィーナ礼拝堂内部の東壁面と北壁面。

システィーナ礼拝堂二階の天井は、窓上部の壁から始まる丸みの少ないアーチ状の円天井である。この円天井の最下層部分は、それぞれの窓の間にある細い装飾用の付柱から伸びる大きな三角形のペンデンティヴに接している。当初の円天井は、ピエルマッテオ・ダメリア (en:Piermatteo Lauro de' Manfredi da Amelia) がデザインした、金色の星がちりばめられた鮮やかな青一色で塗装されていた。床面は建設当初の内部レイアウトに従って、大理石と色石が使用されたコスマテスク様式 (en:Cosmatesque) の飾り石張りとなっている。また、聖枝祭のような重要な式典時にローマ教皇の行列が足を進める箇所には特別な飾りが施されている。
ミーノ・ダ・フィエゾーレ (en:Mino da Fiesole)、アンドレア・ブレーニョ (en:Andrea Bregno)、ジョヴァンニ・ダルマータ (en:Giovanni Dalmata) の手による大理石のトランセンナ（彫刻が施された柵）が室内を大きく二分している。このトランセンナは祭壇近くの礼拝堂関係者の場所と、巡礼者や礼拝堂を訪れる近隣住民ら一般信徒の場所を隔てるために使用されており、当初は礼拝堂の中心に置かれて礼拝堂関係者と関係者以外に同じ面積が割り当てられていた。しかしながら、ローマ教皇の随行員の増加に伴ってトランセンナが動かされ、一般信徒に与えられる場所は徐々に少なくなっていった。トランセンナの上部には一列に並んだ華美な燭台が置かれており、木製の扉がついている。かつてこの燭台は金箔で覆われており、扉も金箔が貼られた精緻な鉄製の扉だった。このトランセンナを制作した前述の芸術家たちの作品は、『カントリア』や聖歌隊席などの彫刻にも残っている。

### ラファエロのタペストリ
システィーナ礼拝堂で開催されるとくに重要な式典では、両側の壁がラファエロが礼拝堂のためにデザインした「聖ペテロの生涯」と「聖パウロの生涯」を描き出したタペストリで覆われる。『福音書』と『使徒行伝』からのエピソードをモチーフとしたもので、ラファエロが描いたデザイン用の下絵『ラファエロのカルトン』10点のうち現存する7点をイギリス王家のロイヤル・コレクションが所蔵しており、1865年からロンドンのヴィクトリア&アルバート博物館で展示されている。このラファエロのタペストリは1527年のローマ略奪で収奪されており、貴金属が剥ぎ取られヨーロッパ中に散逸してしまっていた。20世紀後半にシスティーナ礼拝堂に戻され（新しく作り直されたタペストリもある）、1983年から元通りシスティーナ礼拝堂で使用されるようになった。

## 内部装飾

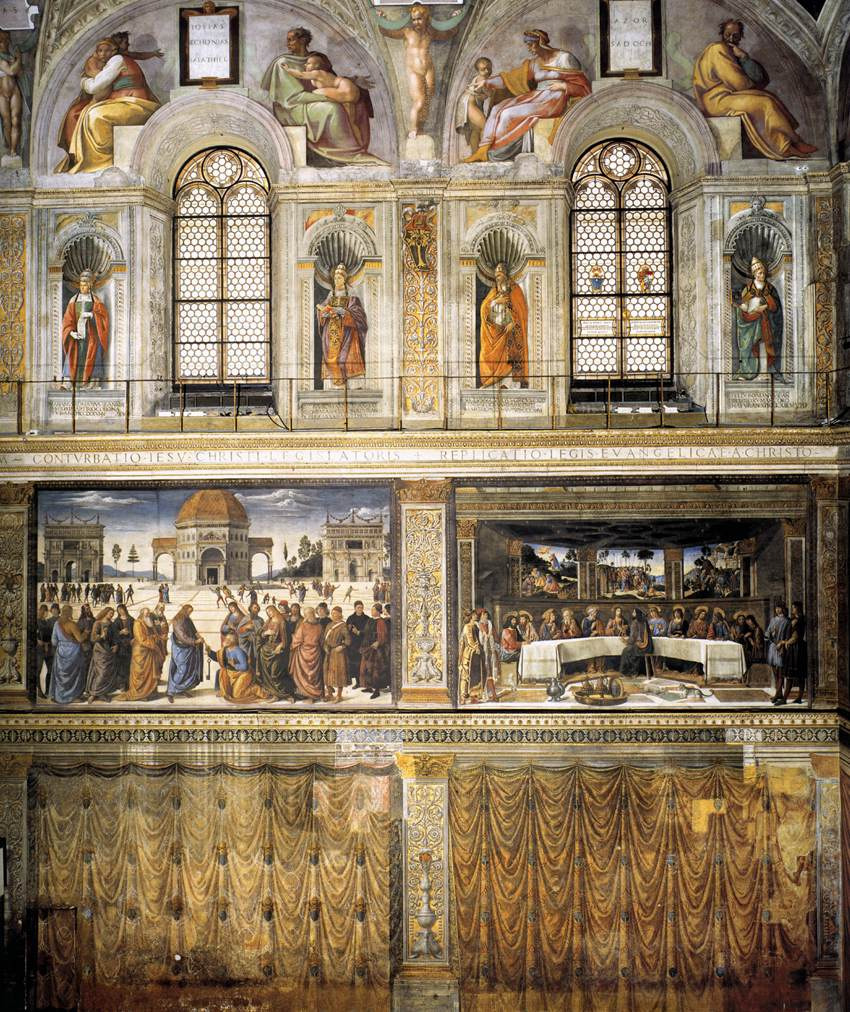
三層に別れたシスティーナ礼拝堂の内部壁面。下から、金銀の布を描いたフレスコ画、キリストの生涯を描いたフレスコ画、歴代ローマ教皇の肖像とキリストの祖先たち。

システィーナ礼拝堂の内部壁面は三層に大別できる。下層は金銀の布が描かれたフレスコ画である。中層には互いを補完しあう「モーセの生涯の物語」と「キリストの生涯の物語」のフレスコ画がある。これらのフレスコ画は1480年にローマ教皇シクストゥス4世が依頼したもので、ギルランダイオ、ボッティチェッリ、ペルジーノ、ロッセッリらが、それぞれが率いていた工房の弟子たちとともに制作に当たった。おそらく当時すでにローマにあって、システィーナ礼拝堂内部装飾の責任者になっていたと考えられているペルジーノのもとに集められた当時のフィレンツェを代表する画家たちは、1480年10月27日にフィレンツェを発ってローマへと向かい、1481年の初春から壁画制作を開始している。フィレンツェの画家たちがシスティーナ礼拝堂の内部装飾に任命された背景には、当時シクストゥス4世と仲違いしていた、フィレンツェの支配者ロレンツォ・デ・メディチとの関係修復という意味合いもあった。上層はさらに上下に二分割できる。下部には歴代ローマ教皇の肖像が等身大で描かれている。上部のルネットにはミケランジェロの天井画の一部として、キリストの祖先とされる歴史上の人物たちが描かれている。
ミケランジェロがローマ教皇ユリウス2世の命でシスティーナ礼拝堂天井画を描いたのは1508年から1512年にかけてである。この天井画には『創世記』のエピソードから『天地創造』、『アダムとイヴ』、『原罪と楽園追放』など9点のフレスコ画が描かれている。円天井を支える三角形のペンデンティヴには、神が救世主キリストを遣わすことを預言した『旧約聖書』の7人の預言者と古代の巫女（シビュラ）が描かれている。
1515年に、ローマ教皇レオ10世の命で、ラファエロが礼拝堂壁面最下層を飾る10点のタペストリをデザインした。当時のラファエロは25歳にしてフィレンツェではすでに多くの富裕なパトロンを持つ有力な芸術家だった。そしてラファエロは野心ある若者であり、ローマ教皇をパトロンに持つという栄誉を希求していた。ローマ教皇に気に入られ、活気溢れるローマに魅せられたラファエロは、その後の生涯をローマで送ることになる。
ラファエロはこのシスティーナ礼拝堂のタペストリ制作依頼を、自身の作品とミケランジェロの作品とを比較する絶好の機会だと見なしていた。またラファエロにタペストリ制作を命じたレオ10世にも、前任のローマ教皇ユリウス2世がミケランジェロに描かせた天井画への対抗心があったと考えられている。ミケランジェロがタペストリのモチーフとしたのは『使徒行伝』で、1515年半ばからデザインの制作が開始された。織り上げるためにブリュッセルに送られたタペストリのデザインは非常に大規模なもので、ピーテル・ファン・アールストの工房で4年間をかけて完成している。

## フレスコ画

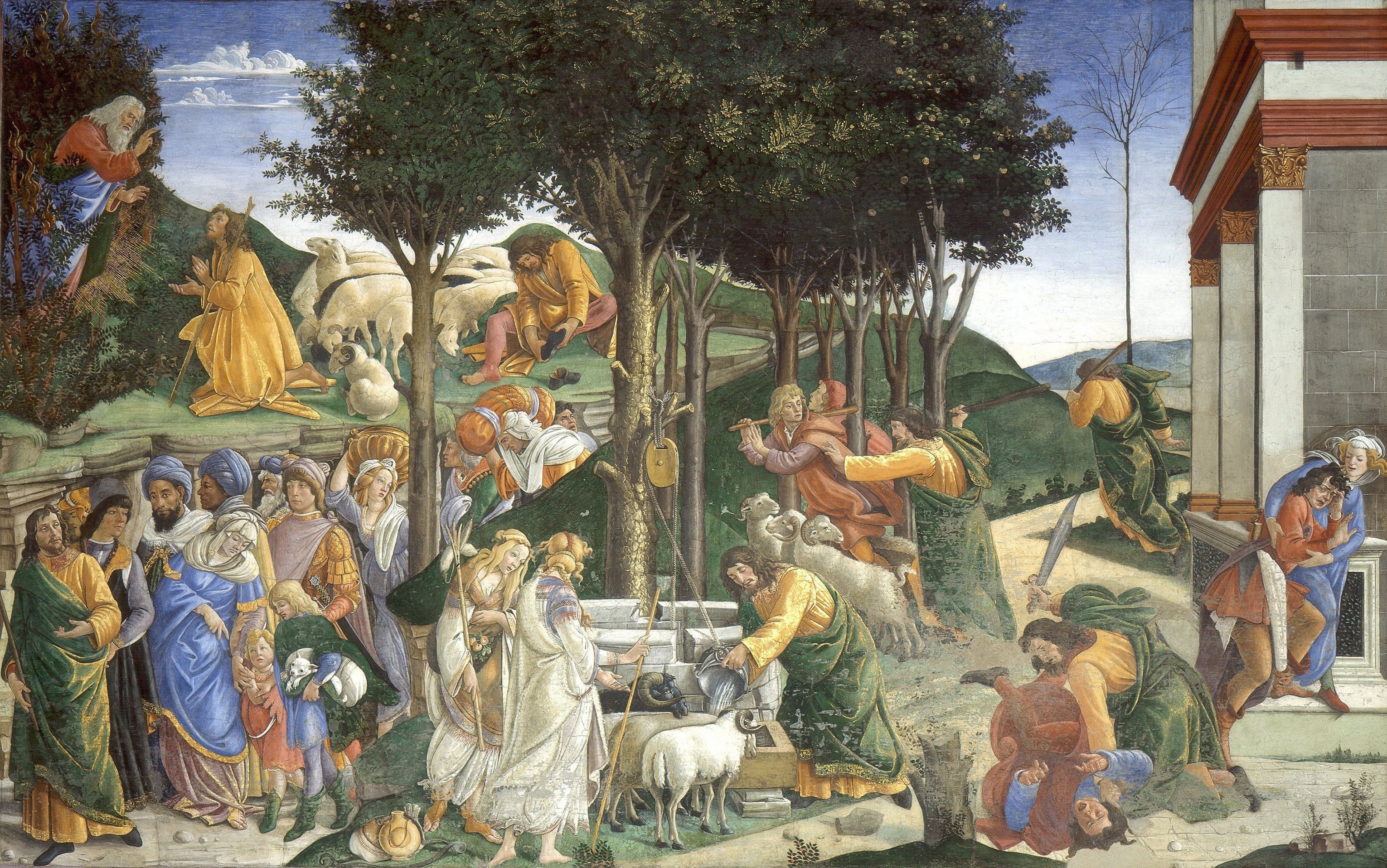
ボッティチェッリとその工房が描いた『モーセの試練』。

### 南壁面
システィーナ礼拝堂の南壁面は、1481年から1482年にかけて描かれた「モーセの生涯の物語」で装飾されている。主祭壇から順に以下の作品となっている。
- 『エジプトへ出発するモーセ』 - ペルジーノとその弟子作
- 『モーセの試練』 - ボッティチェッリとその工房作
- 『紅海横断』 - ロッセッリとギルランダイオまたはビアージョ・ダントーニオ作
- 『シナイ山から下山したモーセ』 - ロッセッリまたはピエロ・ディ・コジモ作
- 『反逆者たちの懲罰』 - ボッティチェッリ作
- 『モーセの死と遺言』 - シニョレッリとバルトロメオ・デッラ・ガッタ作

### 北壁面
システィーナ礼拝堂の北壁面は、1481年から1482年にかけて描かれた「キリストの生涯の物語」で装飾されている。
- 『キリストの洗礼』 - ペルジーノとその弟子作
- 『キリストの誘惑』 - ボッティチェッリ作
- 『聖ペテロと聖アンデレの召命』 - ギルランダイオ作
- 『聖ペテロへの天国の鍵の授与』 - ペルジーノ作
- 『最後の晩餐』 - ロッセッリ作

### 東壁面
- 『キリストの復活』 - ヘンドリク・ファン・デン・ブルーク作（1572年）、ギルランダイオのフレスコ画に上描き
- 『モーセの遺体をめぐる争い』 - マッテオ・ダ・レッチェ作（1574年）、シニョレッリのフレスコ画に上描き

#### 壁面フレスコ画

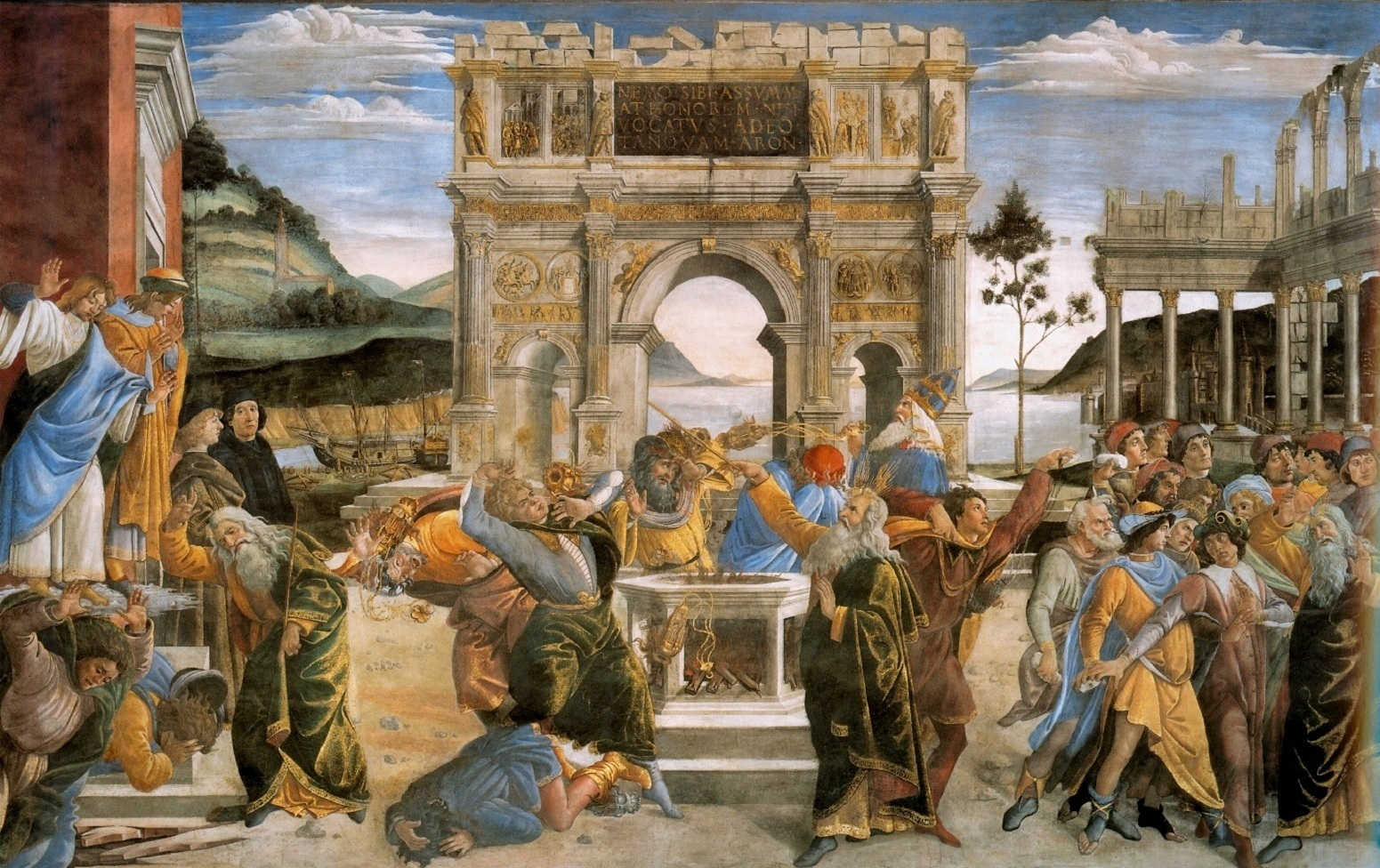
『反逆者たちの懲罰』 （ボッティチェッリ）
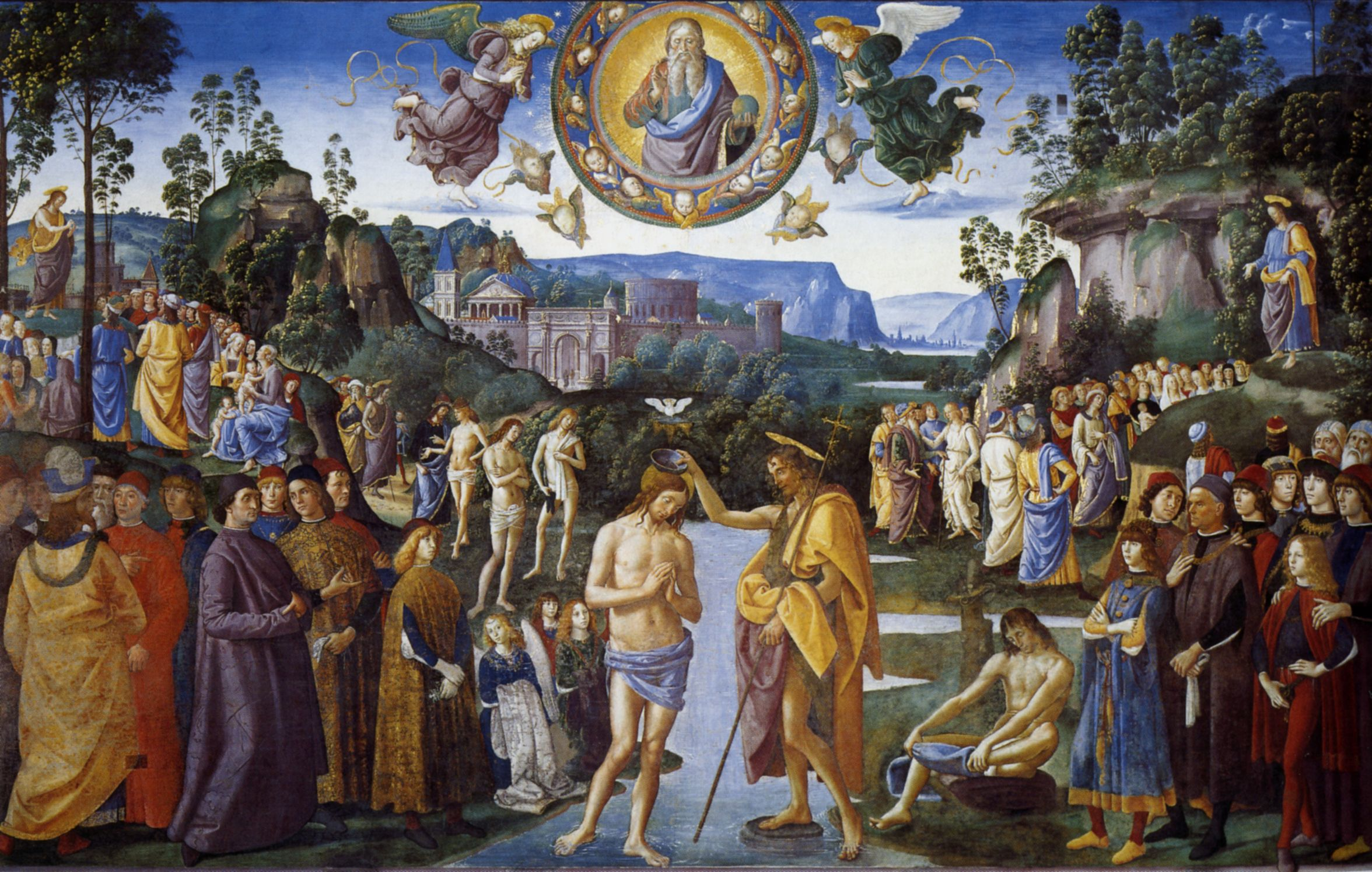
『キリストの洗礼』 （ペルジーノとその弟子）
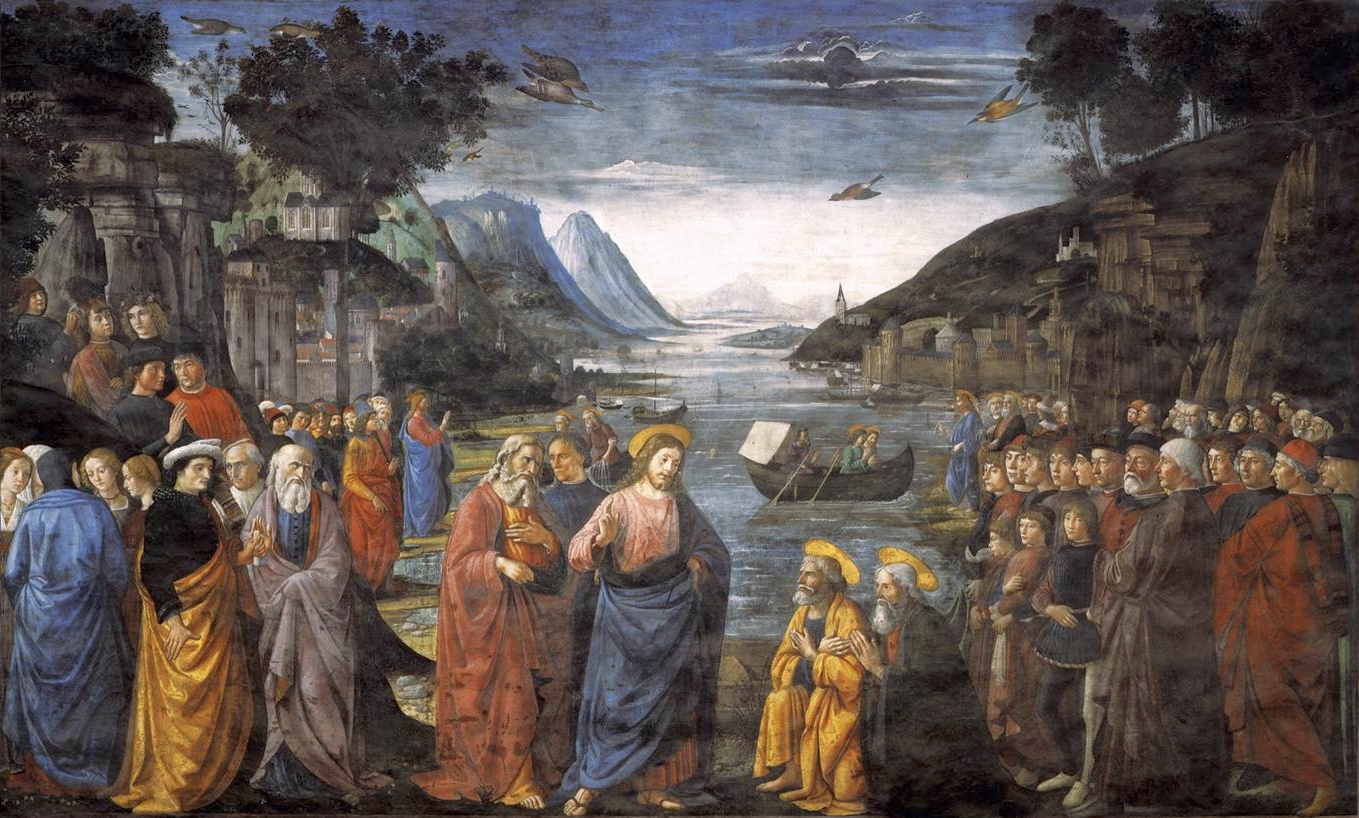
『聖ペテロと聖アンデレの召命』 （ギルランダイオ）
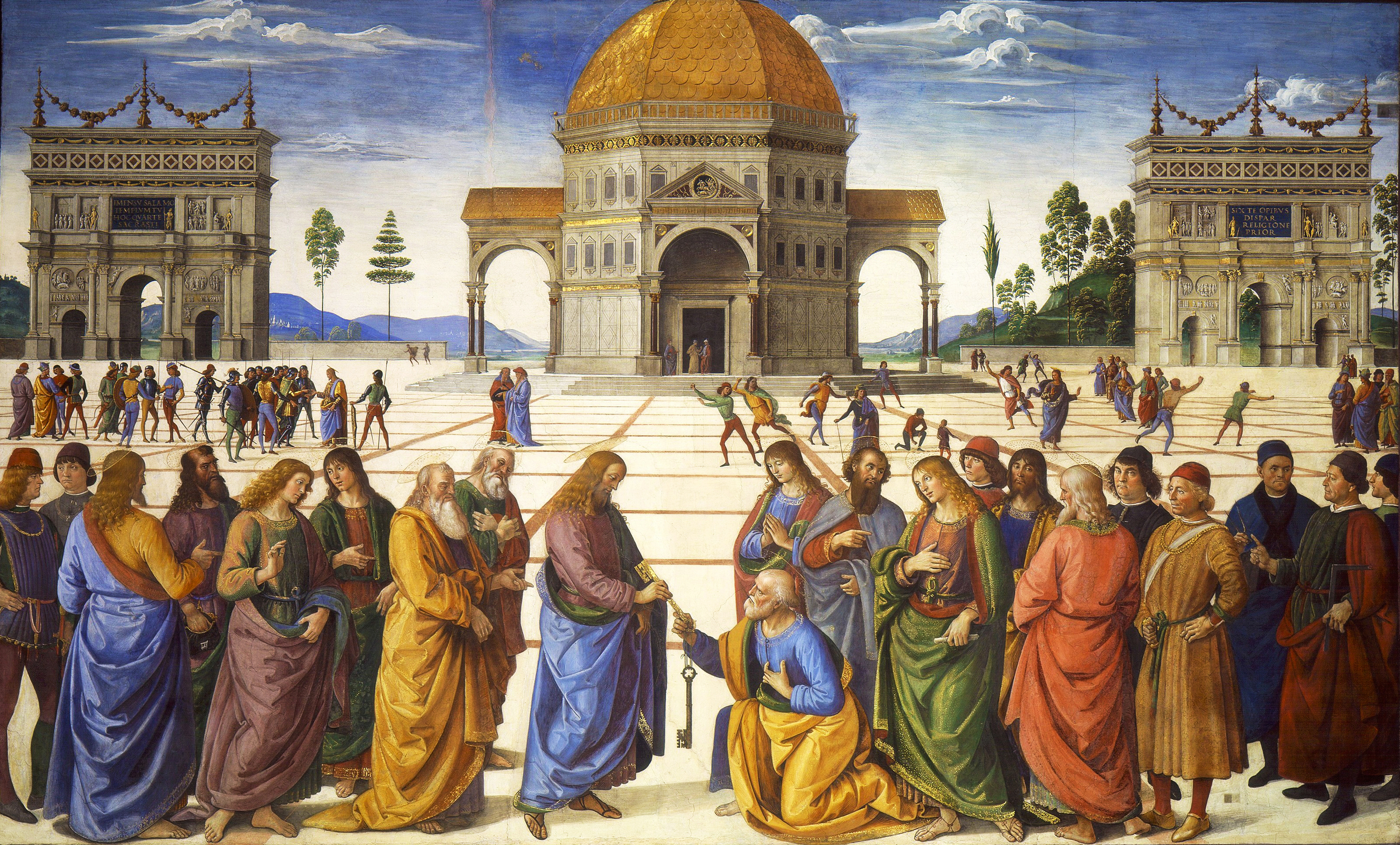
『聖ペテロへの天国の鍵の授与』 （ペルジーノ）
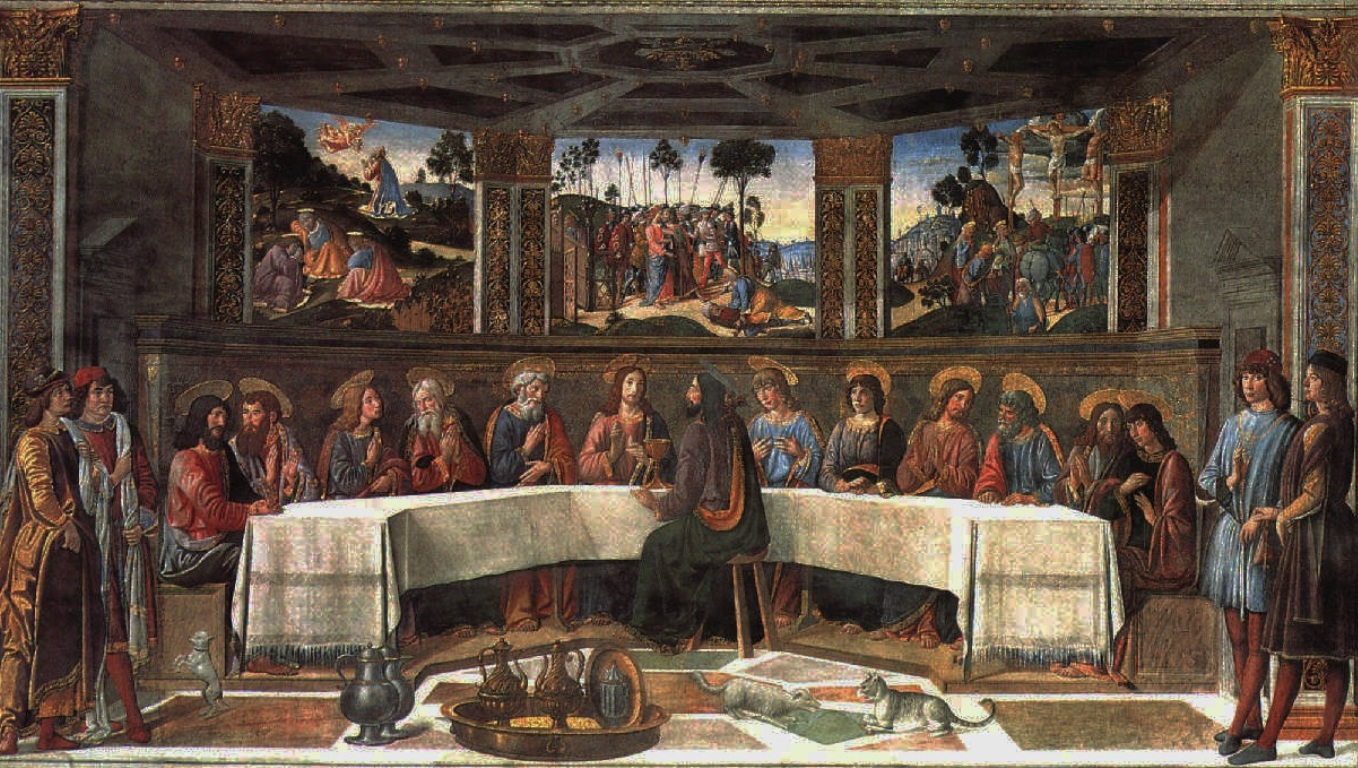
『最後の晩餐』 （ロッセッリ）

### ミケランジェロのフレスコ画

#### 天井画

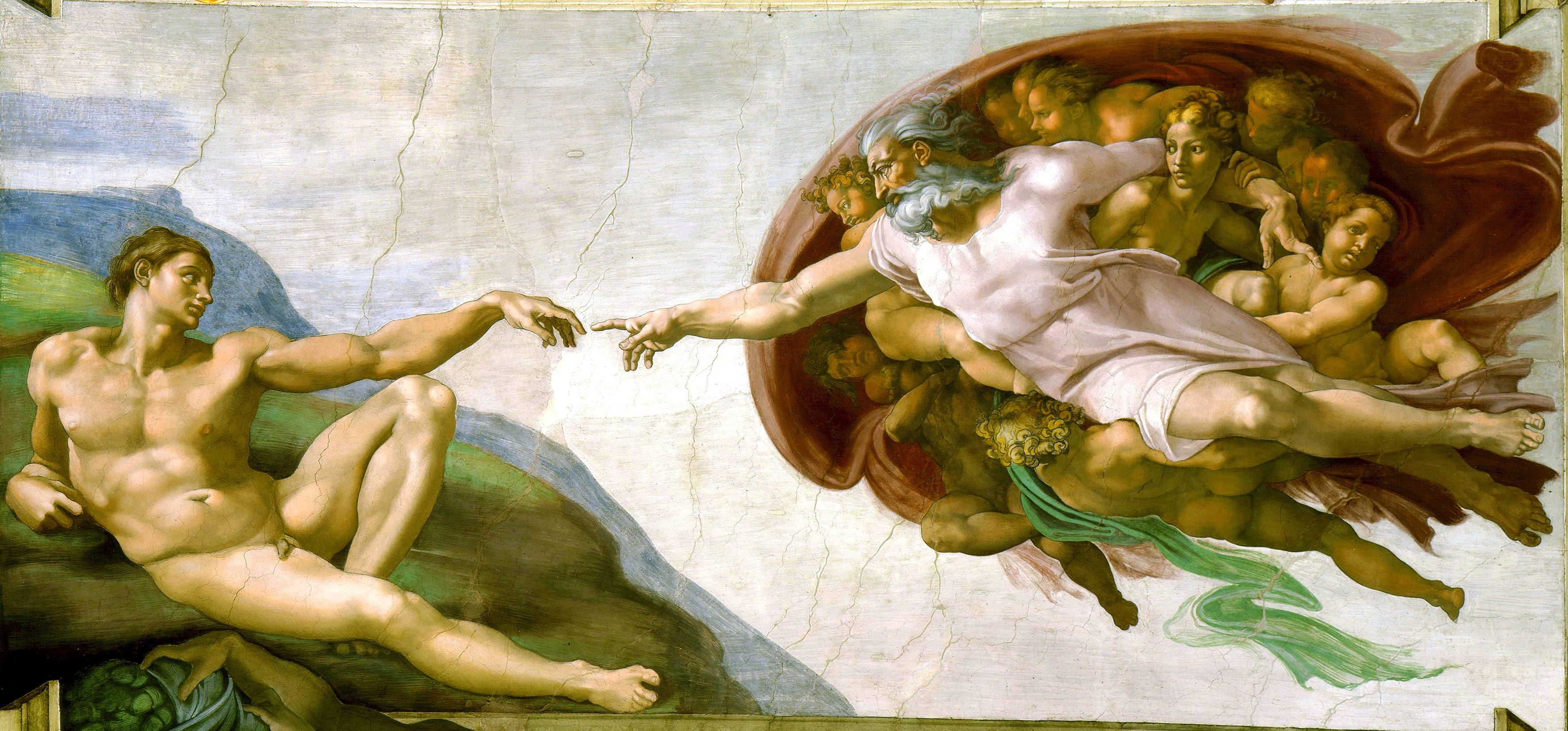
ミケランジェロが描いたシスティーナ礼拝堂天井画『アダムの創造』。神が人間を創造し、命を与えるエピソードの象徴となっている、システィーナ礼拝堂のフレスコ画の中でも世界的にもっとも有名な作品である。

ミケランジェロがローマ教皇ユリウス2世にシスティーナ礼拝堂天井画の描き直しを命じられたのは1508年だった。それまで、天井とヴォールトには金の星々がきらめく青い空が描かれていた。この縦40m、横13mで、総面積は460平方メートルという大規模な天井画の制作は1508年に開始され、約4年の制作期間を経て1512年11月１日に公開された。
当初ミケランジェロはユリウス2世からのこの壮大な天井画制作依頼を嫌がり、ユリウス2世が考えていた計画の下では作業をしたくないと断っている。ミケランジェロは自身を画家ではなく彫刻家であると自負しており、このような大規模で実現困難な絵画制作がまわってきたのは、失敗させて自分を陥れるための罠なのではないかと疑ってさえいた。ミケランジェロにとってみれば、システィーナ礼拝堂の絵画制作依頼は、数年前から専念していた大理石彫刻の制作の邪魔にしか思えなかったのである。
ミケランジェロが天井画のデザインとして提案したのは、依頼主のユリウス2世が持っていたシスティーナ礼拝堂の天井に空を背景とした十二使徒を描きだすという構想からかけ離れた、はるかに複雑なものだった。ミケランジェロが天井画に『創世記』を中心とした構成に変更した理由は定かではない。この天井画に対して影響を与えたような過去の作品は存在せず、ミケランジェロが描きあげたこの絵画はそれまでの絵画作品とは隔絶したものといえる。
ユリウス2世は、天井に絵を描くための足場制作をミケランジェロ自身に任せた。ミケランジェロはシスティーナ礼拝堂の壁面、窓最上部とほぼ同じ高さの箇所に穴を開けて腕木を渡し、その上に平らな板を載せて足場とした。そしてこの板に仰向けとなって天井画を描いたといわれているが、実際は立ったまま首を反らせた辛い体勢で制作していたのが自筆のソネットに添えられたスケッチで確認されている。システィーナ礼拝堂の天井中央部分に描かれているのは『旧約聖書』に記された『創世記』の9つのエピソードで、これら9つのエピソードはさらに大きく3つの物語に分けることができる。神による天地創造の物語、神による最初の人間であるアダムとイヴの人類創造と神にそむいたアダムとイヴがエデンの園から追放される失楽園の物語、そして大洪水とノア一族」の物語である。作品の構成としては、必ずしも『創世記』に記述されている時系列順とはなっていない。9つのエピソードからなる3つの場面は互いの内容を補完しあう構成となっており、これは中世の絵画作品やステンドグラスでよく用いられた技法である。
天井中央部に描かれている『創世記』のエピソードは、主祭壇から後陣に向かって以下の順番になっている。
- 『光と闇の分離』
- 『太陽、月、植物の創造』
- 『大地と水の分離』
- 『アダムの創造』
- 『エヴァの創造』
- 『原罪と楽園追放』
- 『ノアの燔祭』
- 『大洪水』
- 『ノアの泥酔』

システィーナ礼拝堂の左右それぞれ5箇所と後陣側と主祭壇側それぞれ1箇所にあるペンデンティヴ部分には、この天井画の中で最も大きな人物像が描かれている。描かれているのはメシアの到来、あるいは到来するメシアの容貌を預言したとされる12名の人物たちである。これら12名のうち7名は『旧約聖書』に記された男性預言者で、残る5名がシビュラと呼ばれる古代の女性巫女となっている。主祭壇側には預言者ヨナが、後陣側には預言者ゼカリヤがそれぞれ描かれている。残りの10名は左右に分かれて男女交互に描かれており、プットー（幼い天使）が支える彩色大理石板に刻まれた銘文によって誰が描かれているのかを識別することができる。主祭壇上部のヨナから時計回りに以下の人物像が描かれている。
- 『預言者ヨナ』 - 主祭壇上部
- 『預言者エレミヤ』
- 『ペルシアの巫女』
- 『預言者エゼキエル』
- 『エリュトレイアの巫女』
- 『預言者ヨエル』
- 『預言者ゼカリヤ』 - 後陣上部
- 『デルポイの巫女』
- 『預言者イザヤ』
- 『クエマの巫女』 (en:Cumaean Sibyl)
- 『預言者ダニエル』
- 『リビアの巫女』[26]

建物四隅にもペンデンティヴがあり、ミケランジェロはこの部分に『旧約聖書』に登場するユダヤの偉人とされるモーセ、エステル、ダヴィデ、ユディトによるイスラエルの民救済のエピソードを描いている。
- 『青銅の蛇』
- 『ハマンの処刑』
- 『ダヴィデとゴリアテ』
- 『ユディトとホロフェルネス』

これらのほかに、14箇所のアーチ状のルネット部分と、8箇所の三角状のスパンドレル (en:Spandrel) 部分には、アブラハムらキリストの祖先とされている人物とその家族が描かれている。

#### 天井中央部分の『創世記』

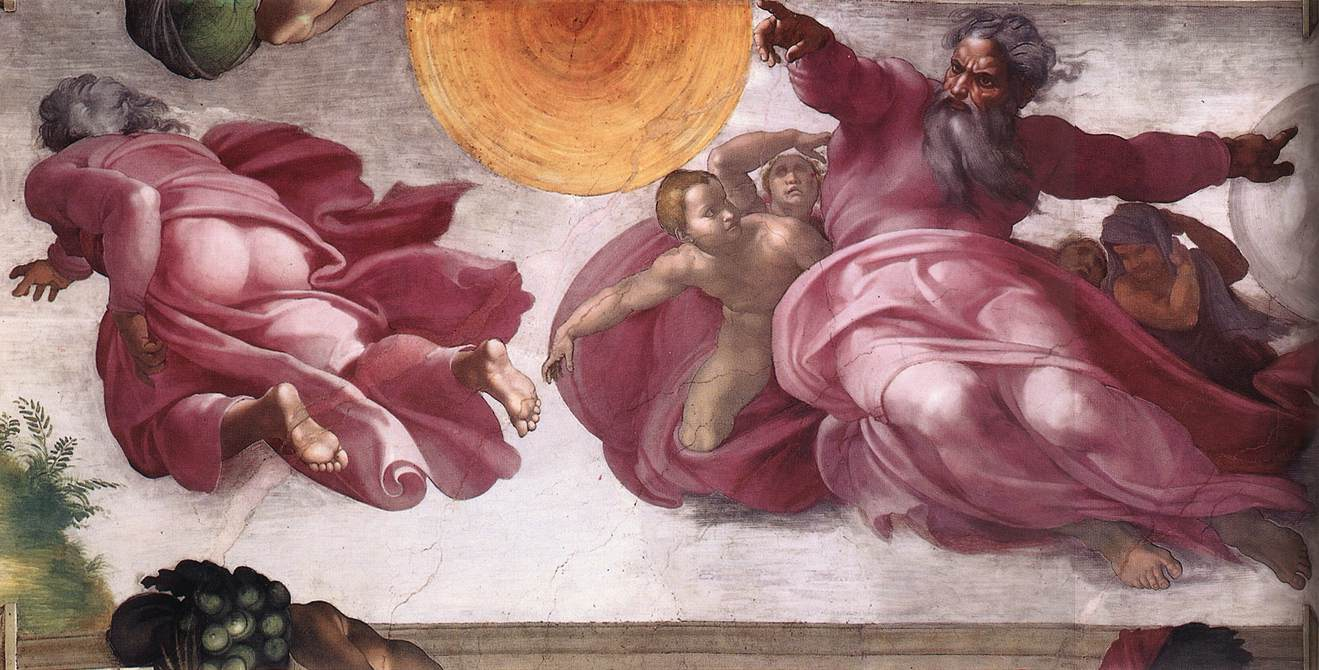
『太陽、月、植物の創造』
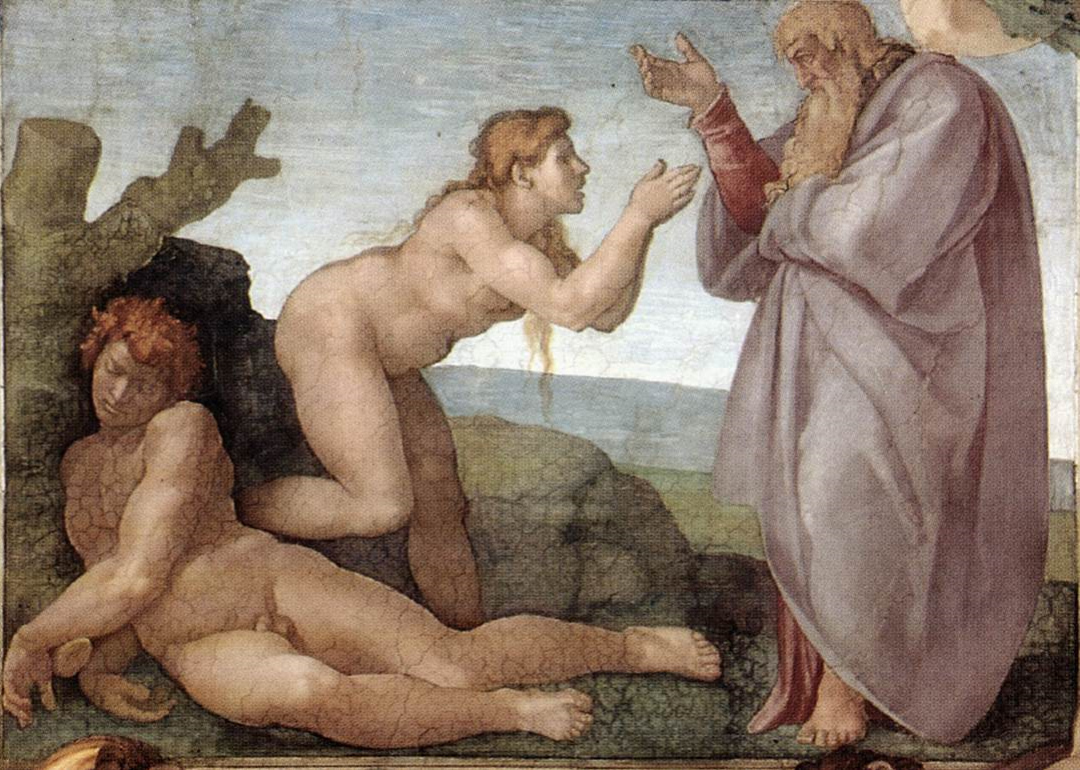
『イヴの創造』
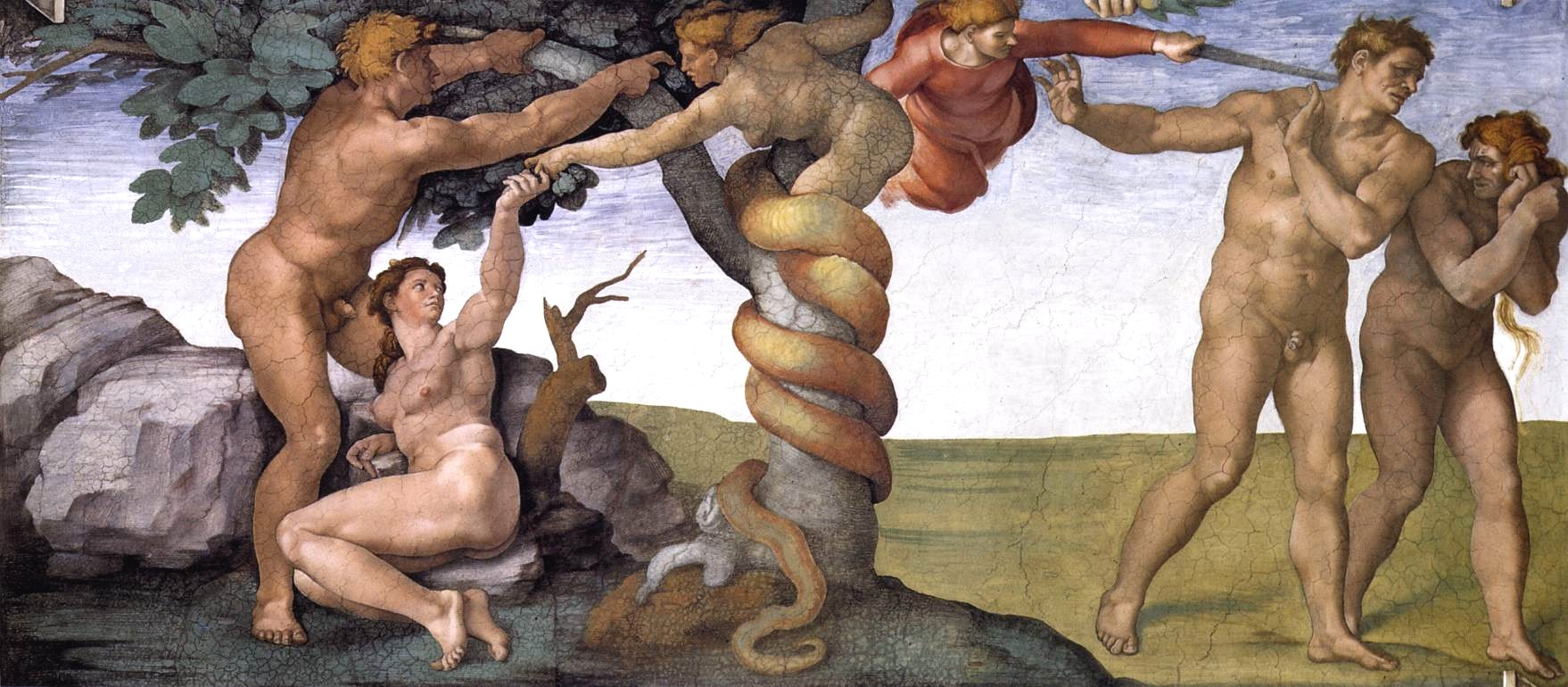
『原罪と楽園追放』
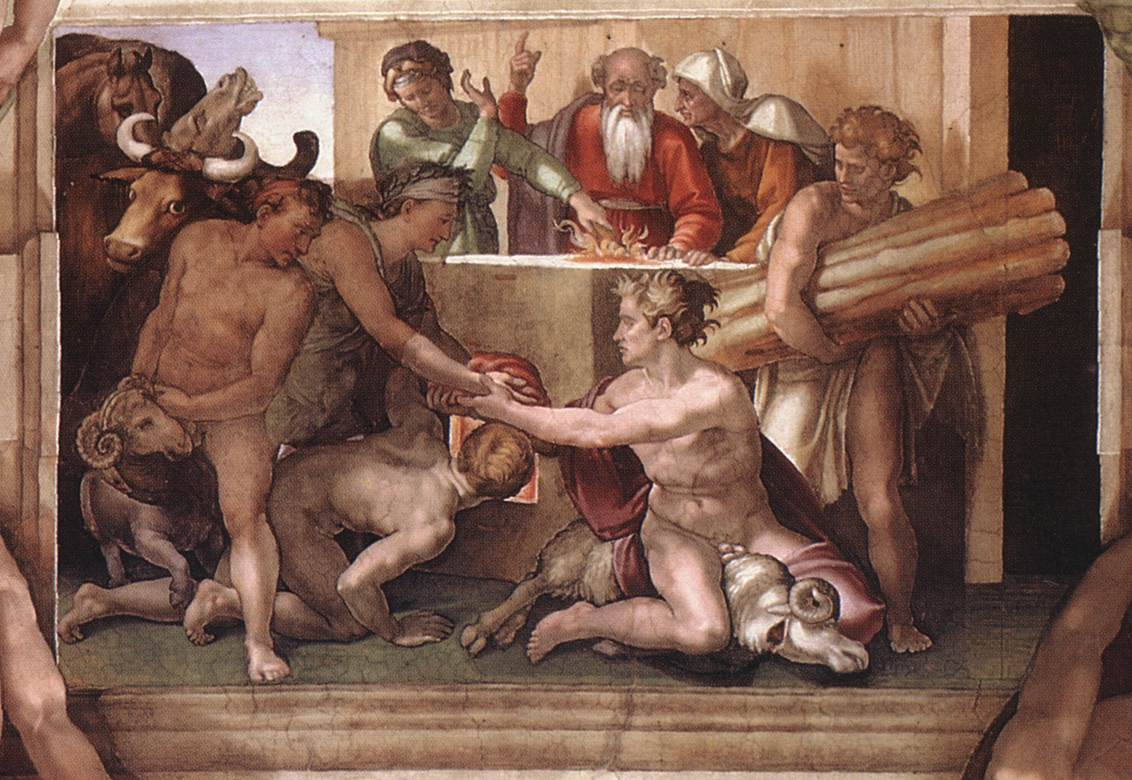
『ノアの燔祭』
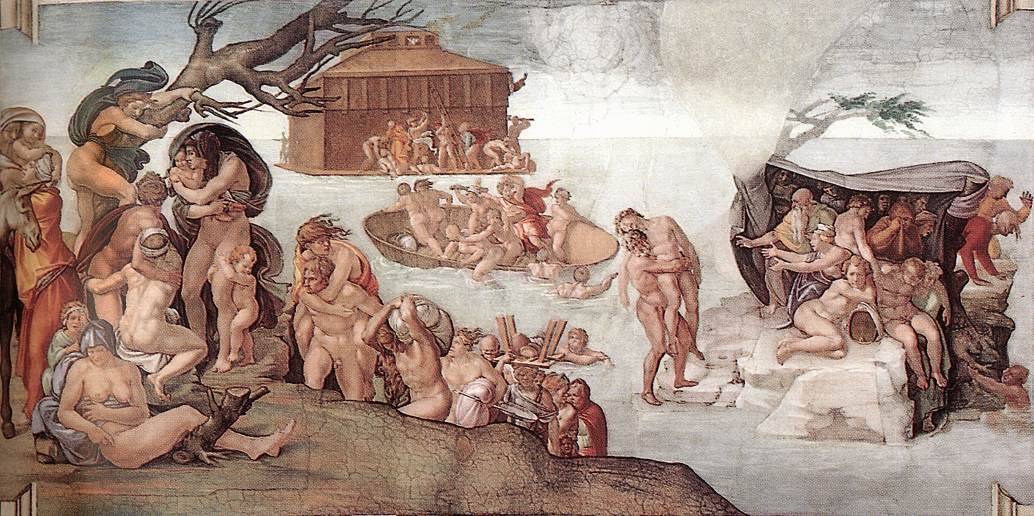
『大洪水』

#### ペンデンティヴ部分の預言者と巫女

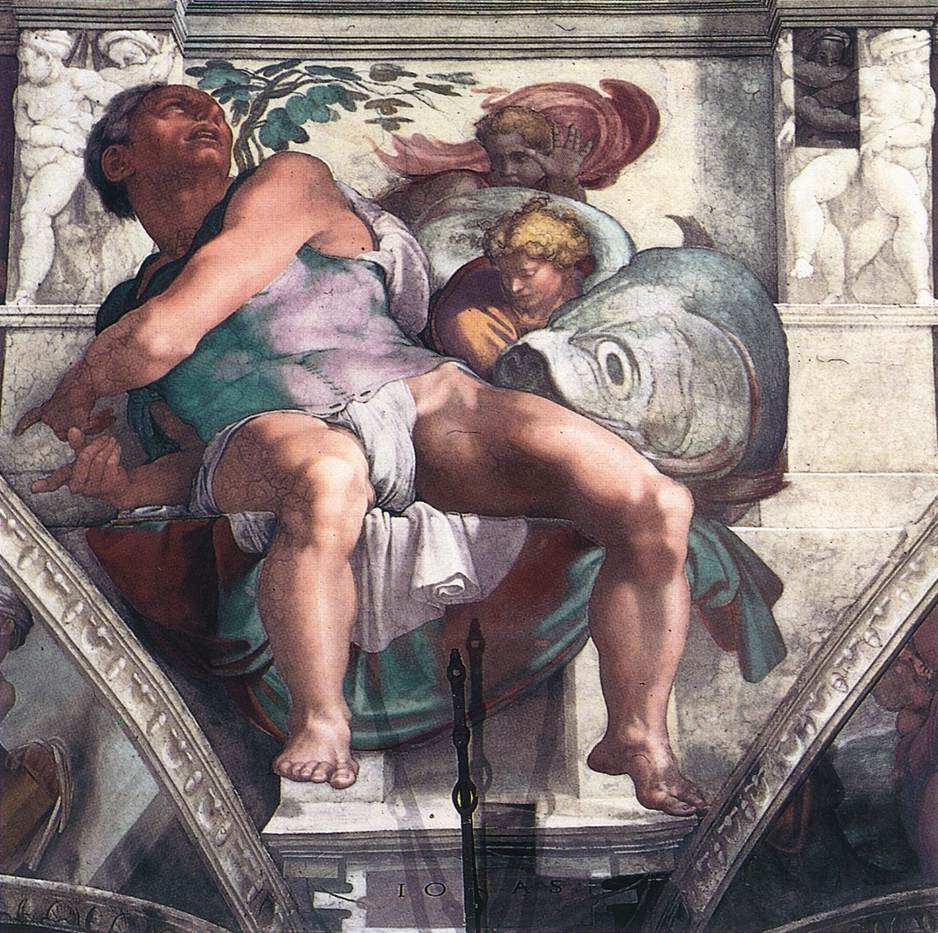
『ヨナ』
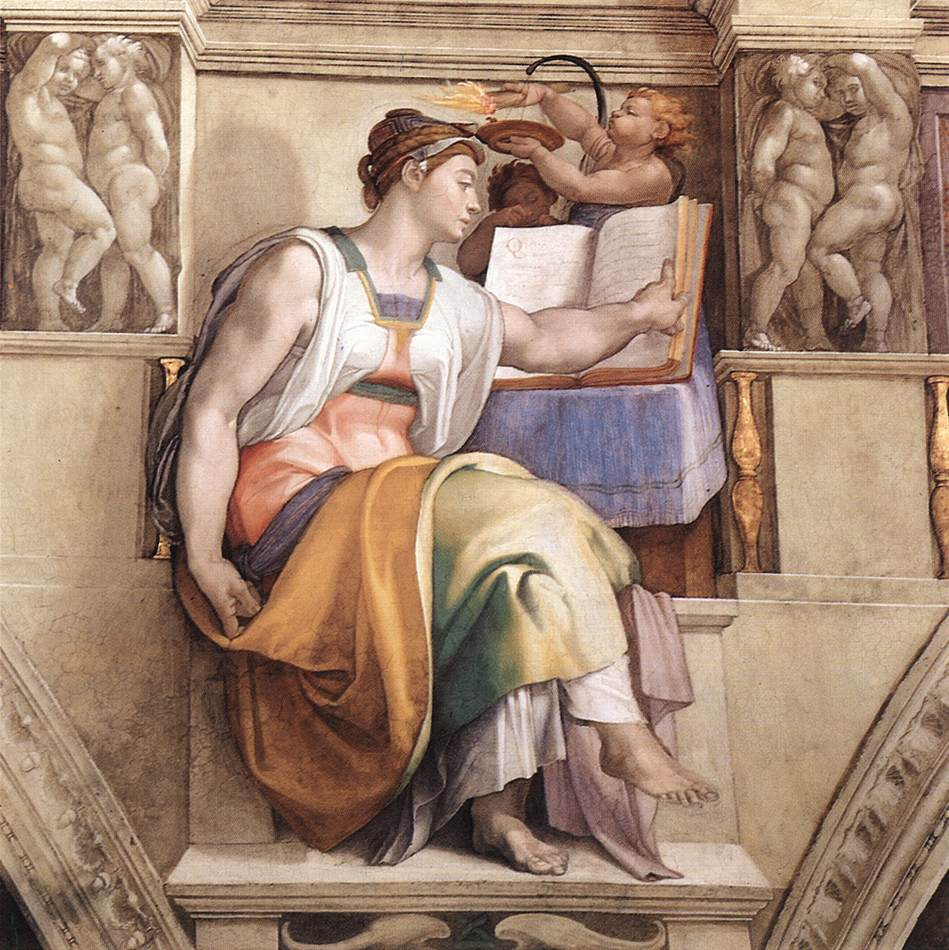
『エリュトレイアの巫女』
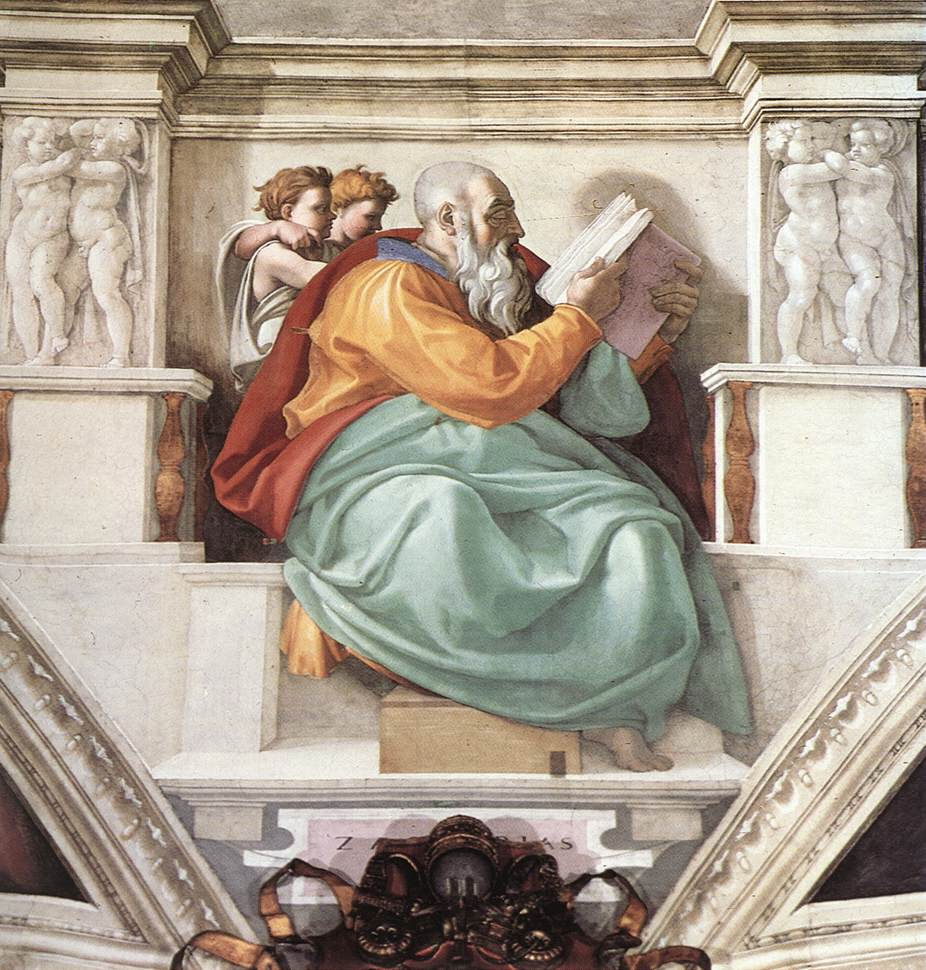
『ゼカリヤ』
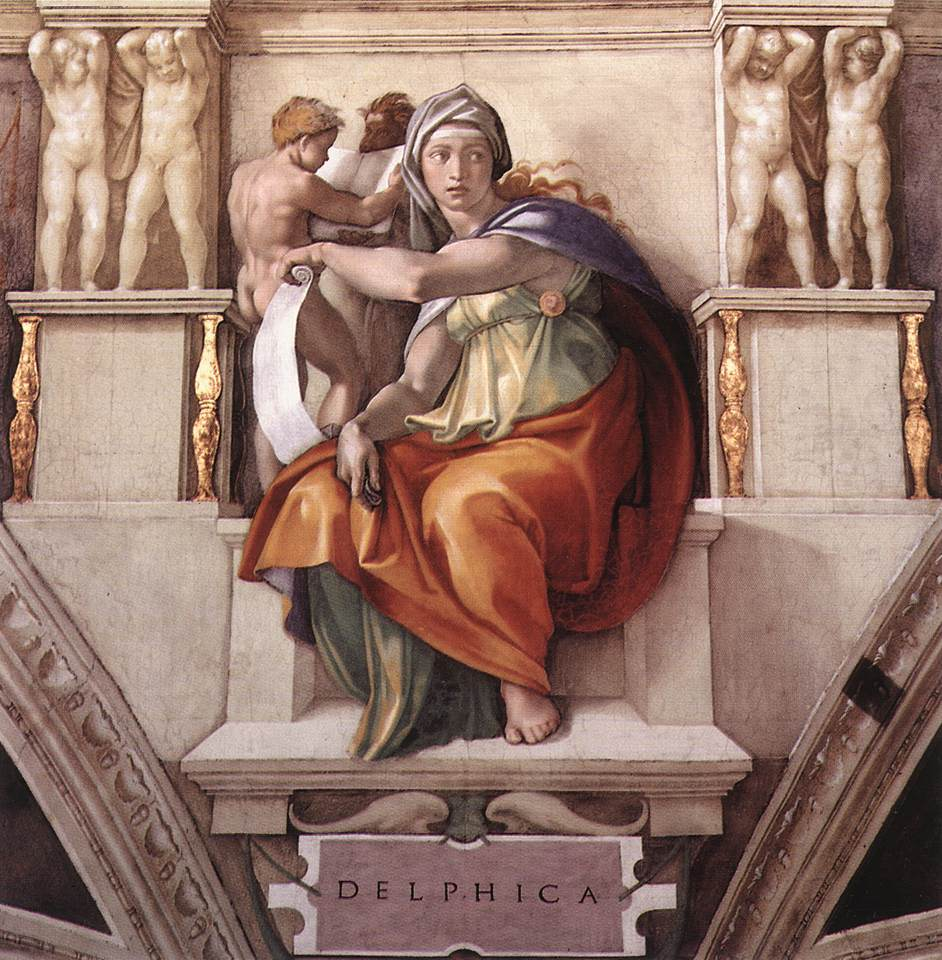
『デルフォイの巫女』
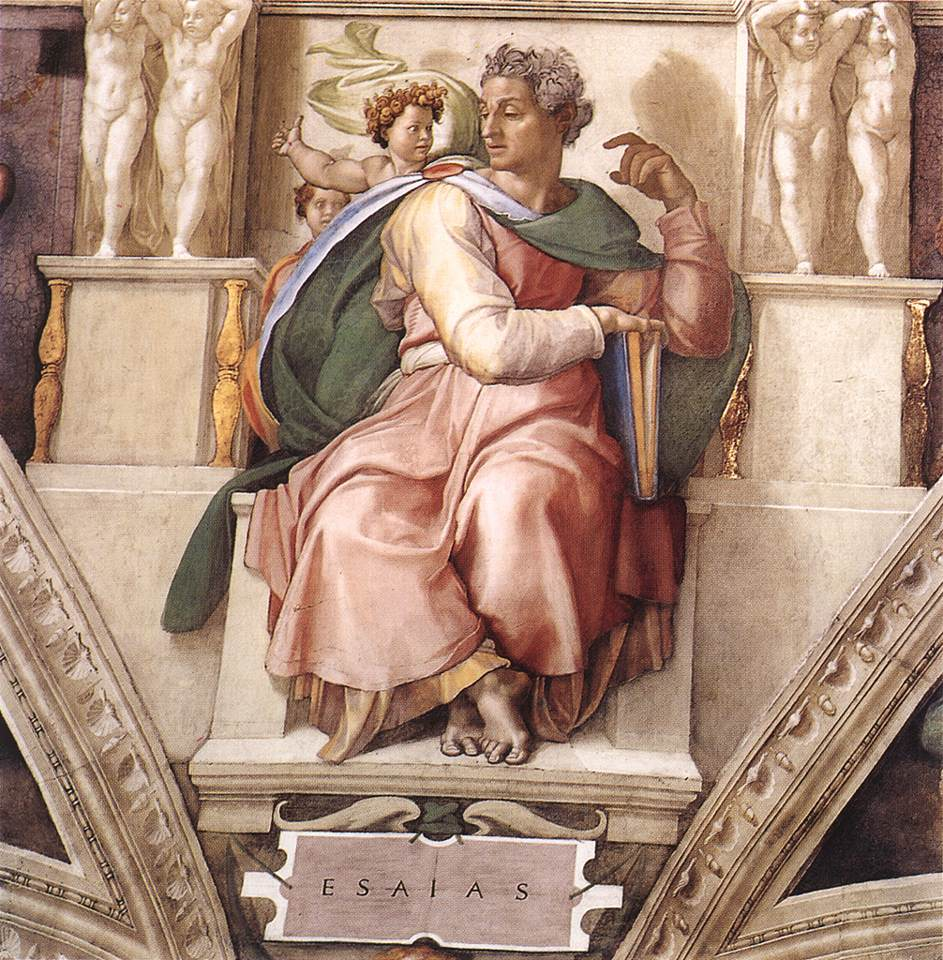
『イザヤ』

#### 最後の審判

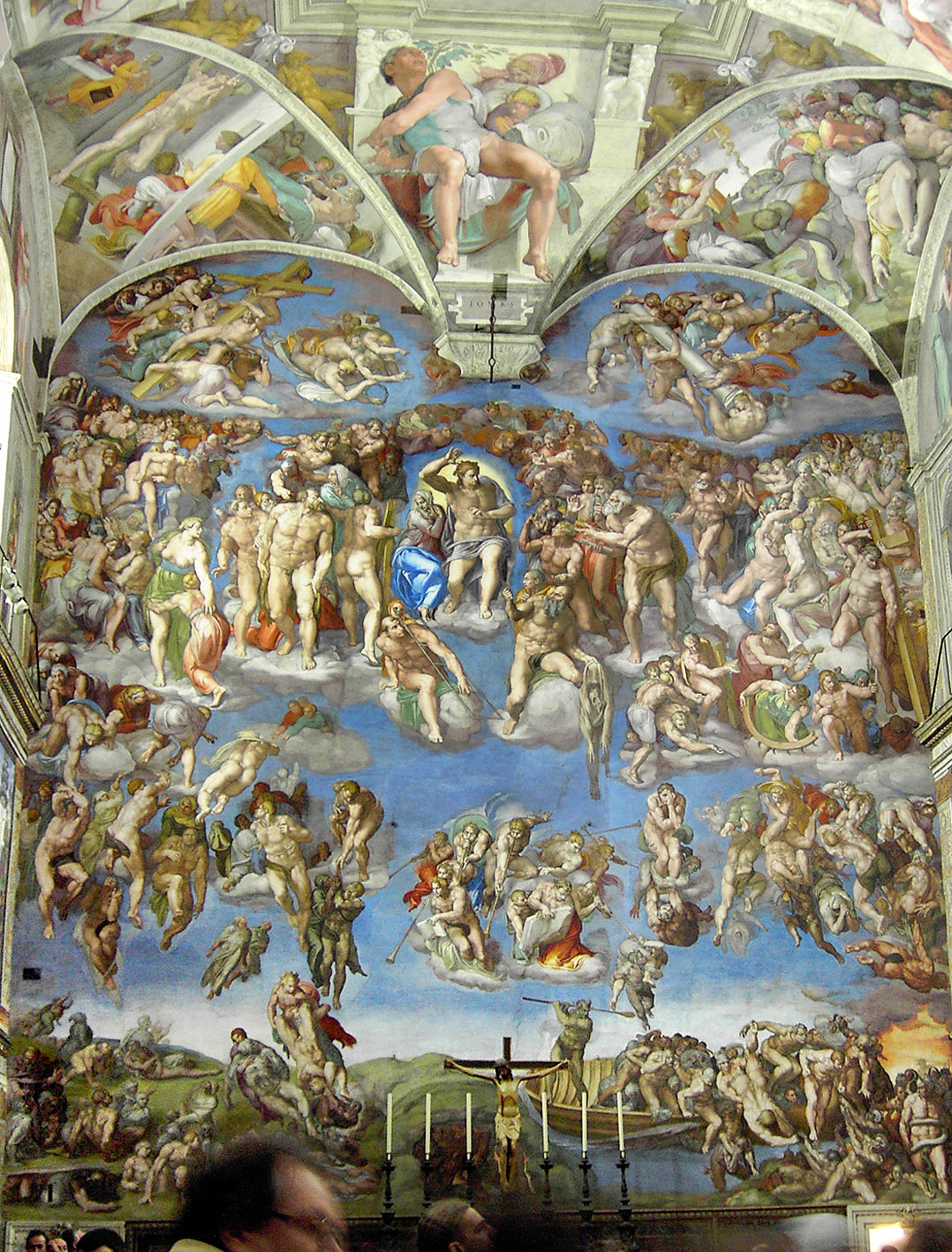
システィーナ礼拝堂主祭壇の『最後の審判』。

ミケランジェロは、ローマ教皇クレメンス7世と、後継のローマ教皇パウルス3世の命で、1533年から1541年にかけて主祭壇背後の壁に『最後の審判』を描いた。これはローマのルネサンス芸術崩壊の引き金となった、神聖ローマ皇帝カール5世の軍勢がローマに侵攻したいわゆるローマ略奪（1527年5月）よりも後年で、トリエント公会議（1545年）の直前となる時期にあたる。『最後の審判』はシスティーナ礼拝堂主祭壇の後壁面全体に描かれた、1370cm × 1200cmという非常に大規模な作品で、キリストの再臨と現世の終末を、天使に囲まれたキリストが生前の行いによって人々の魂を裁いている情景となっている。
この作品は、枢機卿オリヴィエーロ・カラファ (en:Cardinal Carafa) とミケランジェロとの間にちょっとした騒動を巻き起こした。ミケランジェロが裸体の人物像を多く描いたことが、不道徳で猥雑であると非難されたのである。そして『最後の審判』の裸体を隠そうという「イチジクの葉運動」と呼ばれる一種の検閲運動が、カラファとマントヴァ公使セルニーニによって開始された。ローマ教皇の儀典長ビアジョ・ダ・チェゼーナも「このうえなく下品であり、聖なる場所にこのような裸体画があってはならない。恥ずべき作品で、ローマ教皇の礼拝堂には相応しくなく、公衆浴場か酒場に飾るべきだ」と酷評している。ミケランジェロは不仲だったチェザーナを地獄の裁判官ミノスとして『最後の審判』に描いた。チェザーナがこのことについてパウルス3世に不平をもらすと、ローマ教皇の権威は地獄にまでは及ばないと返されたといわれている。オリジナルの『最後の審判』に描かれていた人物の局部は、後年になって「ズボンの画家 (Il Braghettone )」と嘲笑めいたあだ名をつけられたダニエレ・ダ・ヴォルテッラによって布で覆われた状態で上描きされた。

## フレスコ画修復

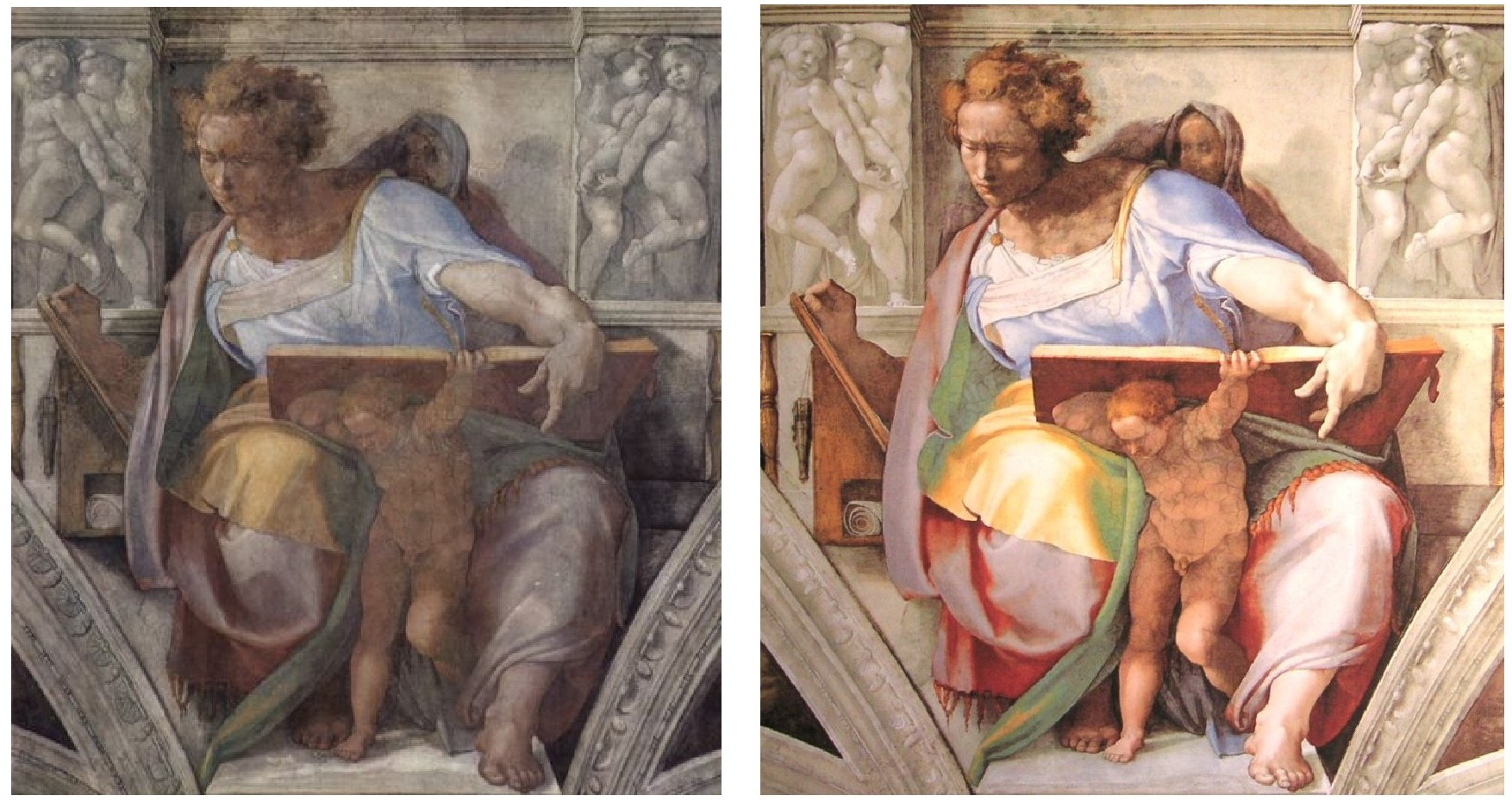
修復前後のダニエル。

システィーナ礼拝堂のフレスコ画、とくにミケランジェロが描いた天井画は過去に何度も修復されており、もっとも近年で大規模な修復作業が、1979年に開始された試験的な修復を経て1980年6月から1999年12月にかけて実施された。修復作業を手がけたのはジャンルイージ・コラルッチ、マウリツィオ・ロッシ、ピエルジョルジョ・ボネッティ、ブルーノ・バラッティらからなるチームだった。修復作業の様子は克明に記録されており、記録写真を担当したのは日本テレビから嘱託された美術写真家の岡村崔である。
最初に修復対象となったのはミケランジェロの天井画のルネット部分で、1984年に完了している。天井画全体の修復が完了したのは1989年12月のことで、引き続きミケランジェロの『最後の審判』の修復が開始された。フレスコ画全体の修復作業の様子がローマ教皇ヨハネ・パウロ2世に公開されたのは、全体の完成間近の1994年4月8日だった。最後に修復された箇所はボッティチェッリ、ギルランダイオ、ペルジーノらが描いた壁面のフレスコ画で、1999年12月11日になって公開された 。
修復後、それまでロウソクの煙による煤などの影響でほとんどモノクロームに見えるまでに色褪せていた色彩は鮮やかにきらめき、春を思わせる薄いピンク色、青リンゴ色、色鮮やかな黄色、空色などの彩色がパールグレイの壁面と好対照を成している。この修復により、今まで煤に覆われていたフレスコ画はもとの彩りを取り戻したのである。しかしながら、この修復作業と結果にも賛否両論が存在する。否定派はオリジナルのミケランジェロのフレスコ画に表現されていた、明暗や陰影、微細な表現などが汚れの除去とともに失われてしまったと主張している。

## 複製
日本・徳島県鳴門市の大塚国際美術館には、システィーナ礼拝堂天井画を陶板にて原寸大で再現した展示がある。
陶板による複製画は、オリジナル作品とは違い、2000年以上にわたってそのままの色と姿で残るので、これからの文化財の記録保存のあり方に大いに貢献するといわれている。現にオリジナルの礼拝堂天井画は近年劣化に悩まされており、現在では入場制限も検討されている。

## 関連文献
- Ettlinger, Leopold (1965), The Sistine Chapel before Michelangelo: Religious Imagery and Papal Primacy, Oxford: Clarendon Press, OCLC 230168041
- King, Ross (2003), Michelangelo & the Pope's Ceiling, New York: Penguin Books, ISBN 0-14-200369-7
- Lewine, Carol (1993), The Sistine Chapel Walls and the Roman Liturgy, University Park: Pennsylvania State University Press, ISBN 0-271-00792-3
- Hirst, Michael; Colalucci, Gianluigi; Mancinelli, Fabrizio; Shearman, John; Winner, Matthias; Maeder, Edward; De Vecchi, Pierluigi; Nazzareno, Gabrielli et al. (1994), Pietrangeli, Carlo, ed., The Sistine Chapel: A Glorious Restoration, Takashi  Okamura (photographer), New York: H.N. Abrams, ISBN 0-8109-3840-5
- Pfeiffer, Heinrich (2007) (German), Die Sixtinische Kapelle neu entdeckt, Stuttgart: Belser, ISBN 978-0-8109-3840-3
- Stone, Irving (2004), The Agony and the Ecstasy, London: Nal Trade, ISBN 0-451-21323-8. Previously publish by Doubleday in 1961.
- Blech, Benjamin; Doliner, Roy (2008), The Sistine Secrets: Michelangelo's Forbidden Messages in the Heart of the Vatican, New York: HarperOne, ISBN 978-0-06-146904-6
- Efetov, Konstantin (2006), A shocking secret of the Sistine Chapel, Simferopol: CSMU Press, ISBN 966-2969-17-9
- Paoletti, John T.; Radke, Gary M. (2005). Art in Renaissance Italy, Laurence King. ISBN 1-85669-439-9